# THX
THX ist ein US-amerikanisches Unternehmen im Bereich Ton- und Bildwiedergabe. Es wurde 1983 von George Lucas gegründet und hat seinen Sitz in San Francisco.
Das Unternehmen ist bekannt für sein gleichnamiges Qualitätssiegel für Kinos, Heimkinos, Computerlautsprecher, Spielkonsolen und Car-HiFi-Systeme.

## Geschichte und Produkte
Das Unternehmen THX Ltd. wurde 1983 von George Lucas als Zertifizierungsstelle für Kinos gegründet. Treibende Kraft war Tomlinson Holman, der bei seiner Arbeit als Toningenieur immer wieder feststellen musste, dass der Filmton, den er im Studio abgemischt hatte, häufig nicht in gleicher Form im Kino ankam.
Die Herkunft der Bezeichnung ist unklar. Drei mögliche Erklärungen sind:
- „Tomlinson Holman Experiment“,
- „Tomlinson Holman Crossover“, nach der von THX Ltd. hergestellten Frequenzweiche (THX-Monitor).
- „THX 1138“, nach Lucas’ erstem Kinofilm.

Holman entwickelte ein Normensystem, das die Akustik vom Tonstudio bis zum Kinosaal vereinheitlicht. Unterwerfen müssen sich diesen Normen nicht nur die eingesetzte Technik, sondern auch die Räumlichkeiten, da deren Beschaffenheit einen entscheidenden Einfluss auf die Wahrnehmung von Tönen hat.

Naheliegende Referenz für Holmans Normen war ein Kinosaal in Hollywood, in dem Filme für die Oscar-Verleihung vorgeführt wurden.
THX bildet nur einen Standard für die Wahrnehmung; mit welchen Mitteln Ton (und Bild) wiedergegeben werden, ist für THX vollkommen unerheblich, solange das Ergebnis der THX-Norm entspricht.
THX vertreibt dementsprechend keine Geräte. Der THX-Monitor (aktuell der THX Monitor D1138), im Kern eine Frequenzweiche und Abhörverstärker, ist Teil der von THX Ltd. vergebenen Lizenz und Eigentum von THX Ltd. Diese Frequenzweiche wird durch einen THX-Techniker justiert, je nach den verbauten, THX-zertifizierten, Lautsprechern. Danach wird mit Hilfe des Equalizers im Kinoprozessor die Wiedergabe den geltenden Normen angepasst. Nach erfolgter Installation kann der Vorführer den Ton auf allen Kanälen (einzeln oder als Summe) vor, sowie hinter den Endstufen abhören, um im laufenden Betrieb zu kontrollieren, ob alle einwandfrei funktionieren.
Im Oktober 2016 wurde THX vom Computerzubehörhersteller Razer übernommen.

## Qualitätssiegel THX

### Heutige Bedeutung
Für Kinosäle gelten nach den heute gültigen THX-Normen umfangreiche Vorgaben, die nicht nur den Ton, sondern auch das Bild betreffen, sowie Fremdeinflüsse (zum Beispiel die Geräusche der Klimaanlage) mit einbeziehen. THX Ltd. zertifiziert dazu nicht nur technische Geräte und überprüft bestehende Kinosäle, sondern bietet auch Beratungsleistungen für Neubauten an.
Erfüllt ein Kino alle Vorgaben, erhält es auf Anfrage (und gegen Bezahlung) von der Firma THX Ltd. eine THX-Lizenz, deren Einhaltung auch nach der Vergabe jährlich überprüft wird.
Im März 2008 sind laut THX.com weltweit über 2000 Kinosäle in über 30 Ländern THX-zertifiziert. Die Webseite wies im Juni 2007 ebenfalls über 2000 Kinosäle aus.

### Verbreitung in deutschen Kinos
THX verliert im deutschen Kinomarkt immer weiter an Bedeutung. Seit 2003/2004 verfügt zum Beispiel die Cinemaxx-Kette über keine Zertifikate für ihre Säle mehr, weil sie aus Kostengründen die Verträge mit THX Ltd. kündigte.
Im Mai 2014 existierten in Deutschland 19 THX-zertifizierte Kinosäle.
Zum Vergleich:
- März 2006: 44 zertifizierte Kinosäle
- Juni 2006: 40 zertifizierte Kinosäle
- Januar 2007: 35 zertifizierte Kinosäle
- April 2007: 32 zertifizierte Kinosäle
- Juni 2007: 31 zertifizierte Kinosäle
- August 2007: 26 zertifizierte Kinosäle
- Dezember 2007: 22 zertifizierte Kinosäle
- Februar 2008: 20 zertifizierte Kinosäle
- April 2008: 23 zertifizierte Kinosäle
- Juni 2008: 23 zertifizierte Kinosäle
- März 2009: 20 zertifizierte Kinosäle
- Mai 2014: 19 zertifizierte Kinosäle

(Quelle:, zugegriffen im entsprechenden Monat)
Hauptursache ist das ungewisse Verhältnis zwischen den hohen Lizenzkosten einerseits, die gerade in Zeiten zurückgehender Besucherzahlen für die Kinos schwer zu verkraften sind, und dem schwierig zu bestimmenden THX-Werbeeffekt für das Kino andererseits.
THX Ltd. selbst vergibt im Bereich Home THX eine große Zahl von Lizenzen (u. a. für Soundkarten, DVD oder VHS-Kaufkassetten). Zumindest Teile der Kinobranche sind der Ansicht, dass dieses inflationäre Auftauchen von THX-Siegeln im Alltag keine überzeugende Strategie ist, um ausschließlich höchste Qualität auszuzeichnen. Hinzu kommt eine bisweilen mangelnde Kontrolle der Bedingungen für eine Theaterlizenz und der Einsatz der THX-Trailer (vor das Hauptprogramm geschaltete THX-Werbefilme) in Sälen, die nicht THX-zertifiziert sind, was dazu führt, dass das „THX-Erlebnis“ nicht immer den versprochenen hohen Ansprüchen genügt. Beschwerden des Publikums über eine kostenfreie Rufnummer (wie in den USA) direkt an THX Ltd. zu richten, ist in Deutschland nicht möglich.
Weiterhin argumentieren Teile der Kinobranche dahingehend, dass THX seit der digitalen Aufzeichnung des Kinotons (dts, SDDS, Dolby Digital) keinen Vorteil mehr bringt. Es wird allgemein angenommen, dass die digitale Aufzeichnung in Verbindung mit den technischen Möglichkeiten in neueren Kinos tatsächlich eine Qualitätsverbesserung bewirkt hat. Die digitale Aufzeichnung bestimmt jedoch nicht, wie der Zuschauer den Ton wahrnimmt. Ein optimal abgemischter, hochwertiger Digitalton kann in Kinos mit minderwertigen Komponenten oder schlechter Akustik nur mangelhaft wiedergegeben werden.
In vielen Kinos, insbesondere in den Multiplex-Kinos, sind dennoch THX-lizenzierte Komponenten eingebaut, denn deren Qualität ist unbestritten. Gespart werden sollen, wie im obigen Cinemaxx-Beispiel, jedoch die Kosten für die vorgeschriebene jährliche Überprüfung und damit verbundene jährliche Neuzertifizierung des Kinosaals als ganzem.
Ohne eine Zertifizierung durch THX Ltd. ist der Einsatz des THX-Monitors, des wesentlichen Bausteins, nicht möglich. Der THX-Monitor wird durch THX Ltd. nicht verkauft, sondern ist Teil der Lizenz.

## THX außerhalb des Kinos

THX-Select-Logo

THX-Siegel gibt es seit Aufkommen des Heimkinomarktes auch für diesen Bereich in den Variationen THX-Select 1 und 2, THX-Ultra 1 und 2 sowie THX Certified Multimedia. Zertifiziert werden alle Geräte, von Verstärkern über Lautsprecher bis hin zu Soundkarten.
THX-Ultra stellt dabei jeweils die Steigerung zur THX-Select dar. Von THX wird dabei oft die Raumgröße als Maßstab verwendet. Demzufolge muss ein THX-Ultra zertifiziertes Gerät (wie ein Lautsprecher) mindestens dasselbe leisten, was ein THX-Select-Gerät in einem kleineren Raum leisten muss.
Des Weiteren gelten für bestimmte Gerätegruppen besondere Vorschriften für die Zertifizierung:
Bei THX-zertifizierten Verstärkern und Vorverstärkern sind auch verschiedene elektronische Schaltungen und Equalizer-Programme vorgeschrieben, die eine Klangverbesserung im Sinne von THX bewerkstelligen sollen. Als Beispiel seien Lautsprechersysteme mit Dipollautsprechern (in zwei Richtungen abstrahlend – eine davon phasenverdreht) genannt, die allerdings nicht in allen THX-Normen vorgesehen sind.

## THX Select
Da die Anforderungen für THX Ultra von kaum einer Heimkinoanlage erfüllt werden können, kommt im Heimbereich meist THX Select zum Einsatz.
Der THX-Schaltkreis beinhaltet folgende Funktionen:
- Re-Equalization

Der Original-Soundtrack ist für die Wiedergabe in großen Kinosälen mit besonderen Klangvoraussetzungen konzipiert. Die Lautsprecher sind weit vor den Zuschauern, bzw. hinter der Leinwand positioniert. Um auch in der letzten Reihe gute Sprachverständlichkeit zu gewährleisten, müssen die hohen Frequenzen lauter wiedergegeben werden als die Bässe.
Wird dieser Soundtrack auf einer Heimkinoanlage wiedergegeben, wäre ein zu grelles, unnatürliches Klangbild durch Überbetonung des Mittel- und Hochtonbereiches die Folge. Durch Re-Equalization wird die Hochtonanhebung ausgeglichen. Musik und Sprache werden natürlich und realistisch wiedergegeben.
- Timbre Matching

Im Kino werden Surround-Effekte durch eine Vielzahl von Lautsprechern realisiert, um ein möglichst reales Klangbild ohne Klanglöcher zu gewährleisten. Hierbei muss der Klang aller verwendeten Lautsprecher zueinander passen. Im Heimkino stehen jedoch meist weniger Lautsprecher zur Verfügung, deren Klang durch die Klangfarbenanpassung Timbre Matching an den Klang der drei Frontlautsprecher angepasst wird.
- Decorrelation

Dolby Pro Logic arbeitet mit drei Frontlautsprechern und einem Mono-Effektkanal, welcher von zwei Lautsprechern übertragen wird. THX verbessert durch Decorrelation den Eindruck, dass die Effekte nicht von zwei Lautsprechern abgestrahlt werden, sondern für den Zuschauer nicht ortbar aus dem Raum kommen. Hierbei wird der Monokanal in zwei Kanäle aufgetrennt, deren Frequenz und Phasenlage gerade soweit voneinander abweichen, dass sie als unterschiedlich empfunden werden.
Durch die Digitaltechnik kommen zwei weitere Funktionen hinzu:
- Bass Peak Management

Der lauteste Teil eines Film-Soundtracks ist der Bassanteil, welcher an den über den LFE-Kanal (Low Frequency Effects) angeschlossenen Subwoofer ausgegeben wird. Durch die extrem große Dynamik eines Dolby Digital Soundtracks kann es daher vorkommen, dass der Subwoofer Signale übertragen muss, die sein Leistungsvermögen übersteigen. Die Folge wären erhebliche Klangbeeinflussungen durch Verzerrungen und Durchschlagen des Basssystems. Durch Bass Peak Management wird das Basssignal auf einen Spitzenwert begrenzt, so dass das Leistungsprofil des Subwoofers nicht überschritten wird.
- Loudspeaker Position Time Synchronisation

Im Idealfall weisen alle Lautsprecher eines Mehrkanalsystems den gleichen Abstand zur Hörposition auf, was in der Praxis jedoch meist anders aussieht. Die Loudspeaker Position Time Synchronisation gleicht diese Unterschiede durch digitale Einstellung der Verzögerungszeit jedes einzelnen Lautsprechers zur Hörposition aus.
- Loudness Plus

Die Loudness-Plus-Funktion sorgt dafür, dass Filme auch bei einer Wiedergabelautstärke unter dem Referenz-Abmischpegel annähernd so klingen wie im Kino, da die Referenzlautstärke für die meisten Wohnzimmer, bezogen in Relation auf die Größe eines Kinosaales, nicht zu empfehlen ist. Ein Beispiel wäre die Wiedergabe eines Kinofilms im Wohnzimmer von einer Blu-ray Disc, der tontechnisch für einen Kinosaal abgemischt wurde. Das Abspielen der Kinofilmtonspur mit dem für den Kinosaal vorgesehenen Referenzpegel bei der Vorführung, und bedingt durch den hohen Dynamikumfang der Aufnahme, hätte im Wohnzimmer zur Folge, dass extrem hohe Schalldrücke erreicht würden (im schlimmsten Fall bis zu über 120 dB(C)) wegen der geringen Raumgröße, in der sich der Schalldruck nicht verteilen kann, sondern sich durch Schallreflexion an Wänden, Raumresonanz und Wellenüberlagerungen sogar im Extremfall am Hörplatz vervielfacht. Ein Abspielen der Aufnahme unter dem Referenzpegel, bei niedriger Lautstärke, würde zu einem Dynamikverlust führen, um dies auszugleichen und bei niedrigen Schalldruckpegeln den Dynamikumfang zu erhalten und um dem akustischen Eindruck des Originals am nächsten zu kommen, benötigt man eine Lautstärkekompensation.
Neben THX SELECT für Heimkinosysteme in kleineren Wohnräumen gibt es für High-End-Komponenten seit 1999 THX ULTRA, welches 2002 durch die weiter gefasste Norm THX ULTRA 2 ersetzt wurde.
Bei Lautsprechern umfasst THX Ultra 2 ein breiteres Abstrahlverhalten in vertikaler Richtung und verbesserte Hochtonwiedergabe, was in erster Linie zu höherer „Musikalität“ der Lautsprecher führen soll (in der Szene aber ebenfalls leichte Skepsis hervorrief, weil einige dadurch leichte Einbußen in der Filmtonwiedergabe ggü. THX Ultra befürchteten).
Bei Verstärkern und Receivern umfasst Ultra 2 neben zwingender 7.1-Kanalanzahl und THX Surround EX die „Adaptive Speaker Array“ (ASA) DSP-Schaltung, die eine variablere Aufstellung der beiden „Back Surround“-Lautsprecher ermöglicht, welche zudem nun nicht mehr dipolarer Natur sein dürfen.
Beim Subwoofer kam die „Boundary Gain Compensation“ hinzu, welche dazu dient, bei Aktivierung unterste Frequenzen bei der Wiedergabe zu beschneiden und dadurch evtl. auftretendem übermäßiges Subwooferdröhnen in der Nähe von Wänden entgegenzuwirken.
Letztendlich bieten sowohl THX Select 2 wie auch Ultra-2-zertifizierte Verstärker und Receiver diverse THX-Wiedergabemodi, die dem Zweck dienen, einerseits den Klangeindruck adäquat dem entsprechenden Quellmaterial (Filme, Musik, Spiele) anzupassen, andererseits 5.1-Material akustisch korrekt auf das 7.1-Lautsprecher-Layout aufzuteilen.
Die Wiedergabemodi im Einzelnen lauten:
- THX Games Mode (Re-Equalization ausgeschaltet, Side- und Backsurrounds werden akustisch parallel geschaltet, mit leichtem Fokus auf den seitlichen Surrounds – ideal für Videospiele im 5.1-Format)
- THX Music Mode (Re-Equalization ausgeschaltet, Side- und Backsurrounds werden akustisch parallel geschaltet, um zwischen ihnen eine Phantomschallquelle zu erzeugen und damit ein Setup aus 5 identischen Lautsprechern zu simulieren – ideal für Musik im 5.1-Format)
- THX Ultra 2 Cinema (Re-Equalization eingeschaltet, Side- und Backsurrounds werden akustisch parallel geschaltet, mit leichtem Fokus auf den seitlichen Surrounds. Dadurch wird der Klangeindruck eines großen Kinosaals mit jeweils L-förmig angeordneten seitlichen bzw. rückwärtigen Speaker-Arrays auf der rechte und linken Seite erzeugt – ideal für Filme im 5.1-Format)
- THX Surround EX (Re-Equalization eingeschaltet, aus den beiden rückwärtigen Kanälen des 5.1-Signals (die über die jeweiligen Side-Surrounds wiedergegeben werden) wird per analoger Matrix-Schaltung ein zusätzlicher Rear-Center-Kanal extrahiert, der zu gleichen Teilen auf die beiden Backsurround-Lautsprecher aufgeteilt wird. Auf diese Weise werden Filmsoundtracks im sog. „Matrix 5.1“ (auch „Matrix 6.1“) Verfahren wiedergegeben.)